# Corenthyn Lavie
Corenthyn Lavie (Calais, 4 dicembre 1996) è un calciatore francese, centrocampista del Francs Borains.

## Carriera
Cresciuto nelle giovanili del Lens, ha giocato nelle serie dilettantistiche francesi, dapprima con Roye-Noyon, poi con Olympique Saint-Quentin. Dopo una breve parentesi in Belgio, si trasferisce al F91 Dudelange, club della massima serie lussemburghese. Con la formazione del Granducato gioca le coppe europee disputando otto partite, cinque delle quali nella fase a gironi della UEFA Europa League 2019-2020.